# Lucrezia Tornabuoni
Lucrezia Tornabuoni, född 1427, död 1482, var en italiensk poet, gift 1444 med regenten i Florens, Piero di Cosimo de' Medici, och mor till Lorenzo de' Medici. Dotter till Francesco di Simone Tornabuoni och Nanna di Niccolo di Luigi Guicciardini och syster till Giovanni Tornabuoni.
Tornabuoni var författare till flera sonetter. Hon är också känd som modell för flera berömda tavlor från renässansen.  